# Imfact
Imfact (hangul: 임팩트) är ett sydkoreanskt pojkband bildat år 2016 av Star Empire Entertainment.
Gruppen består av de fem medlemmarna Jeup, Taeho, Jian, Sang och Ungjae.

## Medlemmar
| Artistnamn   | Artistnamn | Födelsenamn  | Födelsenamn | Födelsedatum    |
| Romanisering | Hangul     | Romanisering | Hangul      | Födelsedatum    |
| ------------ | ---------- | ------------ | ----------- | --------------- |
| Jeup         | 제업       | Park Je-up   | 박제업      | 27 mars 1993    |
| Taeho        | 태호       | Kim Tae-ho   | 김태호      | 1 november 1993 |
| Jian         | 지안       | Lee Ji-an    | 이지안      | 8 november 1993 |
| Sang         | 상         | Lee Sang     | 이상        | 17 oktober 1995 |
| Ungjae       | 웅재       | Na Woong-jae | 나웅재      | 28 maj 1998     |

## Diskografi

### Album
| Albuminformation                                 | Topplacering          |
| Albuminformation                                 | Sydkorea (Gaon Chart) |
| ------------------------------------------------ | --------------------- |
| Lollipop (Singelalbum) - Släppt: 27 januari 2016 | 6                     |
| Revolt (Singelalbum) - Släppt: 11 november 2016  | 13                    |

### Singlar
| År   | Titel                     | Topplacering          |
| År   | Titel                     | Sydkorea (Gaon Chart) |
| ---- | ------------------------- | --------------------- |
| 2016 | "Lollipop"                | —                     |
| 2016 | "F,S,G (Feel So Good)"    | 105                   |
| 2017 | "In the Club"             | 112                   |
| 2017 | "Please Be My First Love" | —                     |
| 2017 | "Tension Up"              | —                     |